# 郎雄
郎 雄（ラン・シャン、 1930年〈民国19年〉1月1日 - 2002年〈民国91年〉5月2日）は、台湾の俳優。
本名は郎益三。江蘇省宿遷の出身。テレビや映画の作品に多数出演する傍ら、宗教活動や福利事業にも力を注いだ。

## 略歴
郎雄の俳優生活の出発点は、軍の劇団にある。1970年代に中国電視公司に入り、多くのドラマに出演した。1974年、ドラマ『一代暴君』に主演して秦の始皇帝を演じ、演技力が高く評価された。1976年の映画『狼牙口』で金馬奨の最優秀助演男優賞を受賞した。
郎雄にとって大きな転換点となったのは、1991年に出演したアン・リー監督の『推手』であり、この作品以降、郎雄だけではなくアン・リーにとっても仕事が格段に増えるきっかけとなった。郎雄は既に60歳という高齢にもかかわらず、同年の第28回台湾金馬奨で最優秀主演男優賞を受賞した。その後も1993年の『ウェディング・バンケット』、1994年の『恋人たちの食卓』と、アン・リー監督のいわゆる「父親三部作」で父親役を演じ、このうち『ウェディング・バンケット』では第30回台湾金馬奨で再び最優秀助演男優賞を受賞した。テレビドラマでも、1997年に出演した『夢土』で、台湾のテレビ界で最高の栄誉である金鐘奨の最優秀男優賞を受賞した。
2002年5月、台北市で病気のため亡くなった。葬礼は、ローマ教皇庁中華民国主教区の単国璽枢機卿によって執り行われた。また同年の第39回台湾金馬奨では終身成就奨が贈られ、アン・リーとグァ・アーレイから未亡人の包珈に渡された。

## 主な出演作品

### 映画
- 1976年
  - 狼牙口
  - 黑龍會
- 1978年
  - 汪洋中的一條船（邦題：生きてる限り僕は負けない）
  - 無情荒地有情天
- 1979年
  - 錦標
  - 成功嶺上
- 1980年
  - 郷野人
  - 天涼好個秋
- 1981年
  - 龍的傳人（邦題：レジェンド・オブ・ドラゴン）
  - 皇天后土
  - 大湖英烈
- 1986年
  - 唐山過台灣
- 1990年
  - 異域
- 1991年
  - 推手
- 1992年
  - 五湖四海
- 1993年
  - 喜宴（邦題：ウェディング・バンケット）
- 1994年
  - 飲食男女（邦題：恋人たちの食卓, 英題：Eat,Drink Man Woman）
- 1997年
  - 鴉片戰爭（邦題：阿片戦争）
- 1998年
  - 不夜城
- 1999年
  - 春風得意梅龍鎮（邦題：料理人）
- 2000年
  - 臥虎蔵龍（邦題：グリーン・デスティニー）
- 2002年
  - 雙瞳（邦題：ダブル・ビジョン）